# بيتر مور (لاعب كرة قدم أسترالية)
بيتر مور (بالإنجليزية: Peter Moore)‏ هو لاعب كرة قدم أسترالية أسترالي، ولد في 11 يناير 1957.

## وصلات خارجية
- بيتر مور على موقع AustralianFootball.com (الإنجليزية)
- بيتر مور على موقع AFLtables.com (الإنجليزية)